# Daniel Årnes
Daniel Årnes, né le 6 juin 2000 à Sandnessjøen, est un coureur cycliste norvégien. 

## Biographie
Daniel Årnes est originaire de Sandnessjøen, dans la moitié nord de la Norvège. Vers l'âge de neuf ans, il commence le cyclisme pour imiter son père, lui-même pratiquant de ce sport. Il poursuit sa progression dans un club de Kongsvinger, puis au Kristiansand CK. 
Lors de la saison 2018, il se révèle au niveau international en remportant le Tour des Flandres juniors. La même année, il se classe deuxième du championnat de Norvège du contre-la-montre juniors, ou encore troisième du Grand Prix Rüebliland. Il finit également sixième de Gand-Wevelgem juniors, douzième du Trophée Centre Morbihan et quinzième de Paris-Roubaix juniors, dans le calendrier de la Coupe des Nations Juniors. 
Après ses performances, il rejoint l'équipe continentale Joker Fuel of Norway au printemps 2021. La structure est cependant dissoute en 2021. Daniel Årnes recommence alors à courir pour le Kristiansand CK. Bon rouleur, il se classe quatrième d'une édition du championnat de Norvège du contre-la-montre, derrière trois professionnels. Il s'impose par ailleurs à six reprises dans des courses régionales belges entre mars et avril 2023. 
Le 18 avril 2023, il intègre la réserve de l'équipe Uno-X Pro, grâce à ses bons résultats en Belgique. Quelques mois plus tard, il se classe deuxième d'une étape du Baltic Chain Tour et sixième de la Gylne Gutuer. Il obtient aussi diverses accessits en 2024 en terminant deuxième du Circuit Mandel-Lys-Escaut, cinquième d'une étape du Tour de Bretagne, septième du Tour des 100 Communes et du championnat de Norvège sur route, huitième du Dorpenomloop Rucphen ou encore neuvième de l'Olympia's Tour. 
Malgré ses places d'honneur, il n'est pas recruté par les dirigeants d'Uno-X Pro. Daniel Årnes parvient néanmoins à signer un contrat professionnel avec l'équipe française Van Rysel-Roubaix pour la saison 2025. 

## Palmarès et résultats

### Palmarès par année
- 2017
  - 3e du championnat de Norvège du contre-la-montre par équipes juniors
- 2018
  - Tour des Flandres juniors
  - Arctic Race Juniors
  - 2e du championnat de Norvège du contre-la-montre juniors
  - 3e du Grand Prix Rüebliland
- 2024
  - 2e du Circuit Mandel-Lys-Escaut

### Classements mondiaux
| Année                                 | 2021  | 2022 | 2023  | 2024  |
| ------------------------------------- | ----- | ---- | ----- | ----- |
| Classement mondial                    | 1607e | nc   | 2028e | 1313e |
| UCI Europe Tour                       | 1134e | nc   | 1318e | nc    |
|                                       |       |      |       |       |
| Légende : nc = non classéSource : UCI |       |      |       |       |